# Ty albo nikt
Ty albo nikt (hiszp. Tú o nadie) – meksykańska telenowela wyprodukowana przez grupę medialną Televisa (producentem wykonawczym był Ernesto Alonso) w 1985 r. W telenoweli główne role zagrali: Lucia Mendez, Andres Garcia i Salvador Pineda. Telenowela liczy 120 odcinków. Akcja Ty albo nikt rozgrywa się w Acapulco.

## Piosenki
Aktorka Lucía Méndez śpiewa piosenki tytułowe: Corazón de piedra (Serce z kamienia), Don Corazón (Pan Serce) i El amor sin ti no vale nada (Miłość bez ciebie jest nic nie warta).

## Wersja polska
W Polsce telenowela była emitowana w Polonia 1 po 25-30 minut. Lektorem serialu był Tomasz Knapik.

## Fabuła
Raquel żyje w Guadalajarze ze swoim ojcem Danielem i siostrą Martą. Jest pokorną i skromną dziewczyną która zakochuje się w Antoniu, średniej klasy biznesmenie. Zaraz po ich ślubie Antonio opuszcza żonę i wyjeżdża w interesach. Kilka dni później Raquel dowiaduje się, że jej mąż zginął w wypadku awionetki i wyjeżdża wraz z ojcem i siostrą do jego rodziny w Acapulco, gdzie nie wszyscy są tacy za jakich się podają.

## Obsada
- Lucía Méndez – Raquel Samaniego Silva (wszystkie 120 odcinków)[1]
- Andrés García – Antonio Lombardo (120)
- Salvador Pineda – Maximiliano Albéniz (119)
- Úrsula Prats – Maura Valtierra Cortázar/Laura Zavala Cortés (119)
- Luz María Jerez – Martha Samaniego (60)
- Magda Guzmán – Victoria Vda. de Lombardo (119)
- Liliana Abud – Camila Lombardo (60)
- Miguel Manzano – Daniel Samaniego (56)
- Arsenio Campos – Claudio (54)
- Miguel Ángel Negrete – Pablo (41)
- Fabio Ramírez – Oscar (35)
- Ignacio Rubiell – Ezequiel (35)
- Guillermo Zarur – Ramón (55)
- Tony Bravo – Luis (53)
- Roberto Antúnez – Chucho (41)
- María Marcela – Carla (38)
- Antonio Valencia – Rodrigo (49)
- Gastón Tuset – Andrés (53)
- Paola Morelli – Alejandra (45)
- Fernando Sáenz – Gato (26)
- Julieta Egurrola – Meche (50)
- Abraham Méndez – Gabriel (55)
- Luis Xavier – Humberto (34)
- Jacarandá Alfaro – Pamela (41)
- Rebeca Silva – Julia (29)
- Alejandro Ruiz – Felipe Acuña (35)
- María Regina – Lissette (34)
- Cecilia Gabriela – María José (2)